# Tor Fuglevik
Tor Fuglevik, född 7 april 1950, är en norsk radio- och TV-chef. I sin befattning som verkställande direktör för NRK radio, som är den norska motsvarigheten till Sveriges Radio, grundade Fuglevik världens första heldigitala radiokanal (DAB). NRK Alltid Klassisk, som presenterar klassisk musik dygnet runt, lanserades den 1 juni 1995.
Tor Fuglevik har examen från Den norska journalisthögskolan i Oslo och samhällsvetenskaplig ämbetsexamen från Universitetet i Oslo.
Han startade sin karriär som nyhetsreporter i NRK radio 1971. Han utnämndes till informationschef på norska justitiedepartementet och polisväsendet 1976. Därefter innehade Fuglevik olika befattningar på NRK som regionchef, verkställande direktör för radio och tillförordnad verkställande direktör för hela NRK. Från 2002 till 2006 var han verkställande direktör för Norges Televisjon (NTV) med avsikt att upprätta ett nationellt, markbundet tv-nätverk och är sedan 2006 direktör i den norska grenen av det internationella mediakonglomeratet Modern Times Group.
Från 2004 till 2010 var han styrelsemedlem i det norska Språkrådet, som är rådgivande organ för den norska staten och regeringen i språkfrågor.
Under sin karriär har Fuglevik varit medlem i olika styrorgan inom Europeiska radio- och tv-unionen (EBU) i Genève.
Fuglevik har publicerat flera böcker om radio och utsändning. 2008 mottog Tor Fuglevik Prix Radios hederspris för sitt inflytande på utvecklingen av norsk radio.